# Marine Périn
Marine Périn est une youtubeuse et journaliste francophone, connue notamment pour sa chaîne YouTube Marinette - femmes et féminisme, son engagement contre le harcèlement de rue et son film documentaire Traquées.

## Biographie
Après des études de lettres à la Sorbonne où elle prépare sa licence, Marine Périn intègre l'École de journalisme et de communication d'Aix-Marseille de 2011 à 2013. Passionnée par le domaine des images, elle effectue plusieurs stages en télévision, puis est recrutée comme responsable éditoriale sur le site web participatif maVéritésur.com, jusqu'en 2015.
Marine Périn décide ensuite de créer sa chaîne YouTube Marinette - femmes et féminisme, où elle aborde notamment des thèmes en rapport avec la défense des droits des femmes,.
Elle milite en particulier contre le harcèlement de rue, dont elle réfute la banalisation,.
En 2018, elle collabore avec le Centre Hubertine Auclert, espace destiné à la promotion de l'égalité femmes-hommes en région parisienne, qui abrite l'observatoire de l'égalité, et prend connaissance de leur rapport  spécifique sur les cyber violences conjugales. En 2019, elle obtient une bourse et 3 jours de résidence, lui permettant de réaliser un documentaire sur cette thématique : intitulé  Traquées, il  remporte le prix EllesFontYouTube et fait l'objet d'une programmation télévisuelle,,.
Elle devient alors porte-parole de l'association Prenons la une, issue d'un collectif de journalistes féministes.
En juin 2024, elle signe une tribune appelant à voter « contre l’extrême droite et pour le Nouveau Front Populaire » aux élections législatives anticipées des 30 juin et 7 juillet 2024.

### Vie privée
Enfant, elle passe une importante partie de sa vie chez ses grands-parents. Fantasmant un métier lui permettant d’associer voyages et écriture, elle souhaite, déjà à l’époque, devenir journaliste. Dès ses 15 ans, elle devient progressivement autonome.
Alors qu’elle est étudiante en journalisme, elle se fait agresser dans une rue de Marseille.
Elle est confrontée à du harcèlement sexuel lors d’un emploi pour une chaîne télévisée.
Le 20 février 2017, elle dénonce publiquement un homme sur son compte Twitter pour le harcèlement qu’il lui fait subir durant ses entrainements de jogging depuis plusieurs mois. Dans ses tweets, elle y explique les faits et encourage les femmes qui subissent ce type de violence à en parler.

## YouTube
À ses débuts sur YouTube, Marine Périn produit ses vidéos à l'aide de deux appareils photos, d'un enregistreur de son et effectue ses montages sur Final Cut. Ses réalisations, tournage et montage inclus, lui prennent alors entre deux heures (pour la vidéo sur le harcèlement au travail) et deux journées et demie (pour celle sur l'IVG).
Sa chaîne YouTube Marinette - femmes et féminisme est pour elle un lieu d'expérimentation lui permettant d'aborder des thématiques potentiellement exploitables par les médias traditionnels, tels que des sujets culturels ou politiques, mais qu'elle traite dans une perspective féministe. Son activité de Youtubeuse lui permet ainsi de choisir les thématiques de ses vidéos mais également l'angle sous lequel les questionner. La publication sur YouTube lui permet en fait d'intégrer des codes journalistiques à ses reportages, sans toutefois dépendre des formats imposés par la profession de journaliste qu'elle a cessé d'exercer. De plus, selon elle, contrairement aux médias traditionnels, ce média social permet de toucher davantage les jeunes, public qu'elle souhaite en particulier sensibiliser à travers ses vidéos.
Alternant expériences personnelles, témoignages, avis d'expertes et références sociologiques et anthropologiques, ses vidéos articulent des contenus à la fois intimes et informatifs. Marine Périn y aborde des thèmes tels que l'avortement, la musculature ou la pilosité chez les femmes, les œuvres littéraires féministe, l'écriture inclusive et les violences conjugales.
La montée en popularité de sa chaîne s'est notamment produite grâce au relais de certaines de ses vidéos par des Youtubeuses et au sein du milieu féministe. En juin 2016, ses vidéos sont visionnées quelques milliers de fois et sa chaîne comptabilise 700 abonnés. En octobre 2019, la communauté qui la suit se compose à 80% de femmes et le nombre d'abonnés total est de 26 000. Sa chaîne atteint, en février 2020, les 27 000 abonnés.
En tant que féministe engagée sur internet, elle est parfois victime de cyber-harcèlement, insultée ou menacée de viol ou de mort.

### Traquées
Marine Périn est notamment connue pour son documentaire YouTube de 70 minutes Traquées dans lequel elle traite de l'usage de nouvelles technologies en tant qu'outils de contrôle, d'emprise et de violence dans le cadre de violences conjugales. Dans cette enquête, elle met principalement en lumière quatre formes de cyberviolences conjugales : le harcèlement par SMS, la cybersurveillance, le revenge porn et les violences administratives. Elle tente d’illustrer que certaines nouvelles technologies sont utilisées par leurs auteurs comme des moyens de prolonger la domination, leur permettant de l'exercer même à distance de leurs victimes. Toutefois et paradoxalement, la réalisatrice met en avant dans ce documentaire que les dispositifs numériques se révèlent parfois d’une aide précieuse pour certaines femmes subissant des violences conjugales qui parviennent par leur biais à s’informer et à trouver de l’aide, notamment sur internet. Outre les témoignages mobilisés dans ce documentaire, Marine Périn prend le parti de se mettre elle-même en scène en tant que réalisatrice pour rendre compte du travail de réflexion qu’elle a mené durant le tournage et des difficultés qu’elle a rencontrées dans ce contexte.
Sa distinction dans le cadre d’EllesFontYouTube lui permet de se faire prêter du matériel de tournage et de financer l’engagement d’une équipe qui l’accompagne alors durant la réalisation de ce documentaire dont le tournage dure plusieurs mois.
Pour documenter son film, Marine Périn contacte, dans un premier temps, les associations référencées dans un rapport du centre Hubertine Auclert sur les cyberviolences conjugales. Puis, elle lance un appel par le biais de son compte Twitter pour recueillir des témoignages de femmes ayant subi des violences conjugales. Ces derniers lui révèlent qu’applications sur smartphones, jeux vidéos, outils de géolocalisation ou maisons connectées mais aussi réseaux sociaux, comptes administratifs en ligne ou logiciels espions sont autant de moyens détournés d’exercer les violences conjugales. Parmi les vingt-cinq retours qui font suite à son appel à témoin, elle sélectionne quatre femmes pour le tournage. En outre, des hommes auteurs de violences conjugales la contactent également et leurs témoignages sont présentés dans le documentaire. Elle prend par ailleurs contact avec des travailleuses sociales et choisit de donner la parole à l’une d’entre elles, expérimentée dans le soutien des victimes de violences conjugales.

### Sidération psychique
Marine Périn consacre deux de ses vidéos Youtube à la sidération psychique : Violences sexuelles : la sidération psychique et La sidération : pour aller plus loin . Celles-ci présentent le témoignage de Marine Périn, elle-même ayant fait l’expérience de la sidération lors d’une agression, ainsi qu’une interview de la spécialiste Muriel Salmona. La psychothérapeute Marianne Kuhni a retranscrit ces vidéos,, soulignant la richesse des documentaires de la youtubeuse sur la question, tant en termes d’outils conceptuels pour la prise en charge des victimes par des professionnels que de ressources thérapeutiques pour les personnes victimes de violences sexuelles. 

## Réalisations

### Vidéos en 2016
1. Docu — IVG : Ma grand-mère, ma mère et moi
2. Édito — De la musculature des femmes
3. Édito — Harcèlement sexuel au travail : mon expérience
4. Focus — Violences sexuelles : la sidération psychique
5. Focus — La sidération : pour aller plus loin
6. Édito — Du viol et de la responsabilité journalistique

### Vidéos en 2017
1. Docu — Compostelle : un bout de chemin avec elles
2. Édito — Des poils et des femmes
3. Docu — IVG : L'accès au droit
4. Décryptage — Les Survivants ou la lutte anti-IVG 2.0
5. Culture — De la littérature féministe
6. Podcast — Ces femmes qui voyagent seules
7. Débat — L’écriture inclusive, à quoi ça sert ?

### Vidéos en 2018
1. Fact-Checking — La justice familiale est-elle matriarcale ?
2. Militantes Badass — Les Femmes du Don (Russie)

### Vidéos en 2019
1. Sauriez-vous reconnaître des violences conjugales ? (probablement pas)
2. Vlog corps #1 : femme objet
3. Le patriarcat nique la sexualité - ft. Noémie Renard
4. Documentaire - Les cyberviolences conjugales
5. La sororité, arme politique - ft. les colleuses